# Vladan Đokić
Vladan Đokić (n. 1963) es un arquitecto y urbanista serbio.

## Biografía
Doctor en Arquitectura formado en la Universidad de Belgrado y la Facultad de Arquitectura de la Universidad del Sur de California (UCLA), en la Escuela de Arquitectura de Los Ángeles. Decano de la Facultad de Arquitectura de la Universidad de Belgrado y profesor visitante de la Facultad de Arquitectura e Ingeniería Civil de la Universidad de Bania Luka y de la Facultad de Arquitectura de la Universidad de Montenegro en Podgorica. Desde su creación en 2009, es editor jefe de la revista científica internacional Serbian Architectural Journal (SAJ).
Su labor profesional se centra en el diseño y el urbanismo. Como experto en planificación urbana, trabajó para el Programa de las Naciones Unidas para el Desarrollo (PNUD), en el Proyecto de Capacitación de Recursos Humanos en los municipios del sur de Serbia (2002-2003) y en la redacción de la Estrategia de consolidación de la tierra en la República de Serbia, en cooperación con el gobierno del país (2006-2007). También ha trabajado en exposiciones internacionales, entre las que destacan «Serbia New Efforts/Serbia-New Efforts» para la Bienal de Venecia de 2006 y «La reconstrucción urbana de la zona costera del Danubio en el área central de Belgrado» en la conferencia y la exposición de la European Construction Technology Platform en Dublín, Irlanda, en 2008. Es autor de varios libros y publicaciones, entre los que se incluyen algunos traducidos al inglés como Belgrade the Capital (escrito junto con Vladimir A. Milić, 2006) y Urban Typology: City Square in Serbia (Paperback, 2009), entre otros.